# Zwężenie ujścia miedniczkowo-moczowodowego

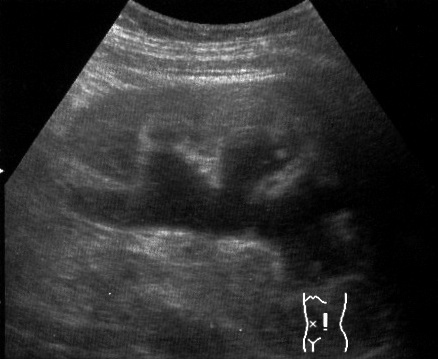
Obraz USG wodonercza (w tym wypadku w przebiegu kamicy moczowej).

Zwężenie ujścia miedniczkowo-moczowodowego, zwane także podmiedniczkowym zwężeniem moczowodu (ang. uretero-pelvic junction stricture, UPJS) – to wada moczowodu zlokalizowana w górnej części moczowodu, bezpośrednio w okolicy przejścia miedniczki nerkowej w moczowód. Według niektórych źródeł choroba jest też nazywana zwężeniem połączenia miedniczkowo-moczowodowego.
Jego przyczyną mogą być:
- zmiany wrodzone mięśni gładkich ściany moczowodu
- nieprawidłowe unaczynienie
- pierścień włóknisty zawężający światło moczowodu
- przyczyny jatrogenne po operacjach dróg moczowych

Wiodącym objawem choroby jest wodonercze, które wymaga leczenia operacyjnego.